# Огилви (Минесота)
Огилви (енгл. Ogilvie) град је у америчкој савезној држави Минесота.

## Демографија
По попису из 2010. године број становника је 369, што је 105 (-22,2%) становника мање него 2000. године.
| Група             | 2000.       | 2010.       |
| Белци             | 444 (93,7%) | 364 (98,6%) |
| Афроамериканци    | 2 (0,4%)    | 0 (0,0%)    |
| Азијати           | 13 (2,7%)   | 0 (0,0%)    |
| Хиспаноамериканци | 3 (0,6%)    | 1 (0,3%)    |
| Укупно            | 474         | 369         |